# Дзамтанг
Дзамтанг (тиб. ཛམ་ཐང, Вайли: dzam thang, тиб. пиньинь: Camtang) или Жантан (кит. упр. 壤塘, пиньинь Rǎngtáng) — уезд Нгава-Тибетско-Цянского автономного округа провинции Сычуань (КНР). Правление уезда размещается в посёлке Дзамког.

## История
Уезд в составе Нгава-Тибетского автономного округа был образован в 1958 году. В 1987 году Нгава-Тибетский автономный округ был переименован в Нгава-Тибетско-Цянский автономный округ.

## Административное деление
Уезд делится на 2 посёлка и 10 волостей.